# Liste der Monuments historiques in Saint-Ferme
Die Liste der Monuments historiques in Saint-Ferme führt die Monuments historiques in der französischen Gemeinde Saint-Ferme auf.

## Liste der Bauwerke
| Bezeichnung        | Beschreibung                  | Standort | Kennzeichnung | Schutzstatus | Datum | Bild           |
| ------------------ | ----------------------------- | -------- | ------------- | ------------ | ----- | -------------- |
| Kloster            | Erbaut im 13./14. Jahrhundert | (Lage)   | PA00083891    | Inscrit      | 1990  | weitere Bilder |
| Benediktinerkirche | Erbaut im 13. Jahrhundert     | (Lage)   | PA00083740    | Classé       | 1886  | weitere Bilder |

## Liste der Objekte
- Monuments historiques (Objekte) in Saint-Ferme in der Base Palissy des französischen Kultusministeriums